# گورستان دوشنبه چا
قبرستان دوشنبه چا مربوط به سده‌های متاخر دوران‌های تاریخی پس از اسلام است و در شهرستان سرباز، بخش پیشین، دهستان پیشین، روستای دوشنبه چا واقع شده و این اثر در تاریخ ۲۷ اسفند ۱۳۸۷ با شمارهٔ ثبت ۲۶۴۸۳ به‌عنوان یکی از آثار ملی ایران به ثبت رسیده است.